# Brauhaus Faust

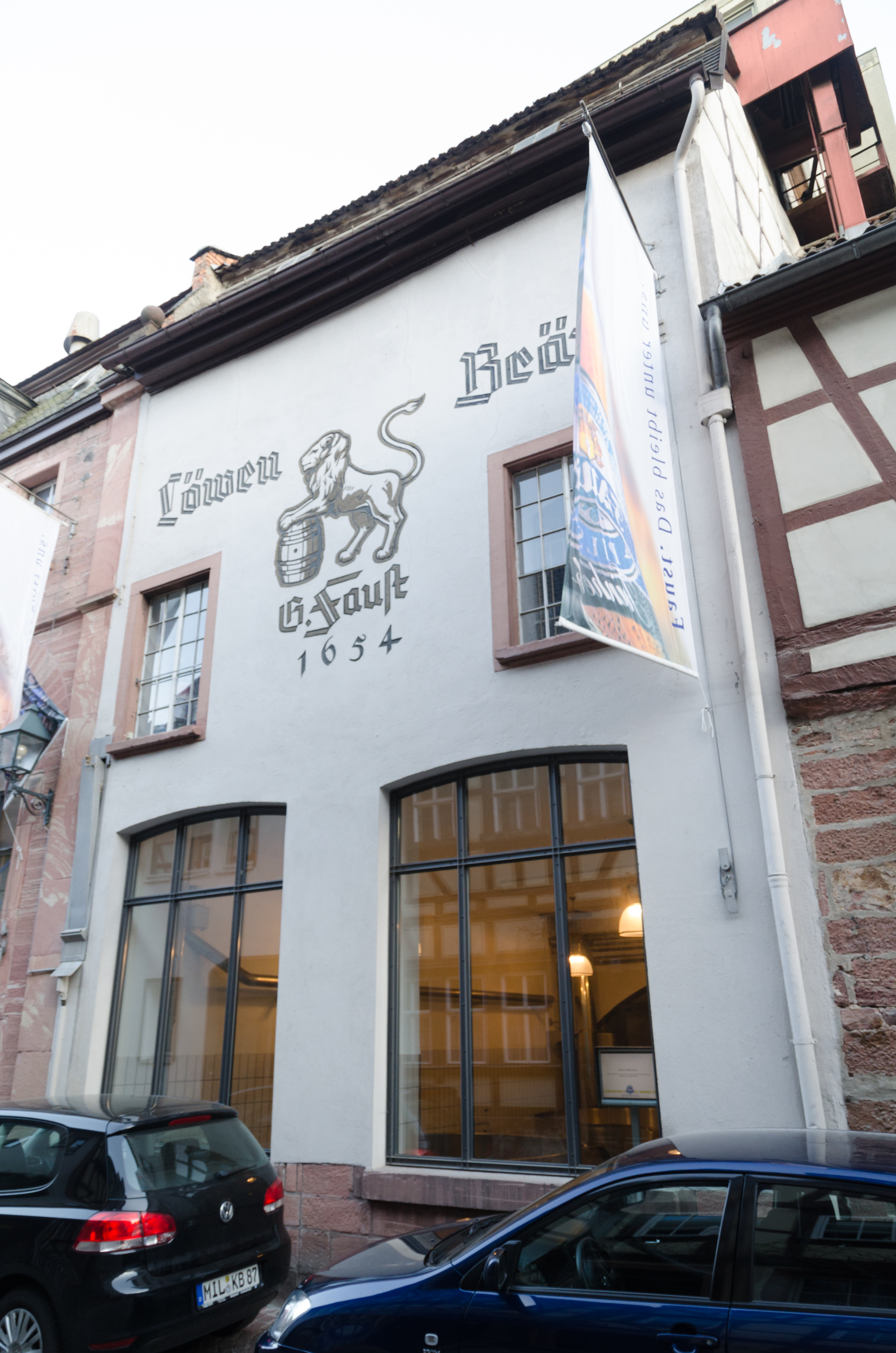
Brauerei Faust in der Hauptstraße

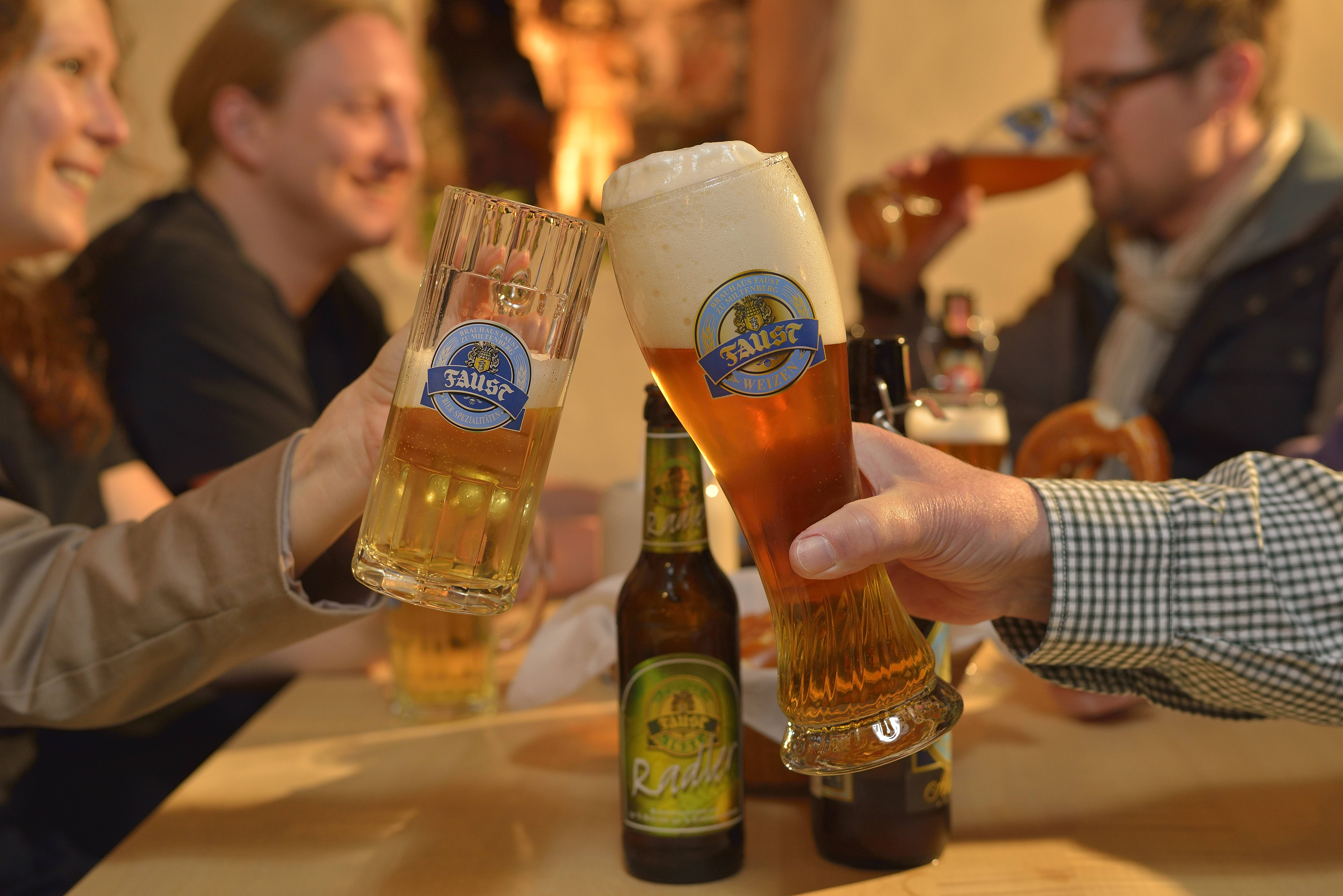
In der Gastwirtschaft

Das Brauhaus Faust KG ist eine im unterfränkischen Miltenberg ansässige Brauerei.
Sie liegt im historischen Schwarzviertel, einem Teil der Altstadt von Miltenberg. Pro Jahr werden hier etwas über 60.000 hl Bier gebraut.

## Geschichte
Gegründet wurde das Brauhaus 1654 von Kilian Francois Mathieu Servantaine aus Suman im Lütticher Land (heutiges Belgien). 1825 übernahm Georg Anton Krug die Brauerei. Er emigrierte 1850 nach Milwaukee in die USA und folgte damit seinem Sohn August Krug, der dort das Vorgängerunternehmen der Joseph Schlitz Brewing Company gründete. 1895 wurde der Braumeister Johann Adalbert Faust Alleininhaber der Brauerei. Allerdings wurde die Firma erst im Juli 1993 von Löwenbrauerei Miltenberg in Brauhaus Faust umbenannt. Im Jahr 1994 wurde die insolvente Brauerei Etzel aus Amorbach übernommen.
Seit 2020 trägt mit Johannes Faust die vierte Faust-Generation die Verantwortung für die Brauerei.
Der Bierausstoß liegt jährlich bei rund 63.000 Hektoliter.

## Produkte
Bier-Spezialitäten:
- Pils
- alkoholfreies Pils
- Bayrisch Hell (Helles)
- Export
- Kräusen (Naturtrüb)
- Natur-Radler
- alkoholfreies Natur-Radler
- Sommerfestbier (von März bis Oktober)
- Winterfestbier (von November bis Februar)
- Helles Hefeweizen
- Dunkles Hefeweizen
- alkoholfreies Hefeweizen
- Doppelbock (von Oktober bis April)
- Schwarzviertler (Dunkles)
- Michelsmess Festbier
- Osterbier (saisonal rund um Ostern)

Craft-Biere:
- Johann Adalbert Hochzeitsbier (Dry Hopped Lager)
- Auswandererbier 1849 (Imperial IPA)
- Brauerreserve 1237 (Barley Wine)
- Jahrgangsbock (Vintage Strong Beer)
- Holzfassgereifter Eisbock (Ultra Strong Beer)

Softdrinks:
- Faust Cola-Mix

## Sonstiges
Die Brauerei ist Mitglied im Brauring, einer Kooperationsgesellschaft privater Brauereien aus Deutschland, Österreich und der Schweiz. Die Brauerei Faust ist zertifiziert mit dem Slow Brewing Gütesiegel.